# Жерники-Гурне
Жерники-Гурне (пол. Żerniki Górne) — село в Польщі, у гміні Бусько-Здруй Буського повіту Свентокшиського воєводства.
Населення — 293 особи (2011).
У 1975-1998 роках село належало до Келецького воєводства.

## Демографія
Демографічна структура на день 31 березня 2011 року:
|          | Загалом | Допрацездатний вік | Працездатний вік | Постпрацездатний вік |
| -------- | ------- | ------------------ | ---------------- | -------------------- |
| Чоловіки | 127     | 24                 | 91               | 12                   |
| Жінки    | 166     | 31                 | 95               | 40                   |
| Разом    | 293     | 55                 | 186              | 52                   |